# تاء الافتعال
تاء الافتعال هي حرف غير أصلي، يُزاد لمعنًى مُعيَّن.

## الأوزان التي تُزاد بتاء الافتعال
- فَاعَل - تَفَاعَل
- فَعَّل - تَفَعَّل
- فَعْلَل - تَفَعْلَل

## ميزان تاء الافتعال
هذه التاء قد تتأثر بحروف الكلمة فتنقلب إلى حرف آخر كالطاء أو الدال مثلًا، فإذا زدنا هذه التاء على الفعل: ضرب، قلنا اضطرب، وعلى الفعل: صبر، قلنا: اصطبر، وعلى الفعل: ذكر، قلنا اذّكر أو اذدكر أو ادّكر. في كل هذه الحالات، يُحسن أن نزنها في الميزان حسب أصلها أي تاء وليس طاءً أو دالًا، فنقول:
- اصطبر = افتعل
- اذدكر = افتعل
- ادّكر = افتعل
- مُصطَفى = مُفتَعل[1]

## انقلاب تاء الافتعال

### إبدال تاء الافتعال طاءً
هناك حروف في العربية تسمى الإطباق وهي (الصاد ـ الضاد ـ الطاء ـ الظاء). فإن كانت فاء الكلمة حرفًا من حروف الإطباق، وكانت الكلمة مزيدة بتاء الافتعال، فإنها تُقلب طاءً، وذلك مثل :
- صبر: إذا زدنا تاء الافتعال قلنا اصتبر، ثم تقلب التاء طاء لتصير: اصطبر.
- ضرب: اضترب ـ اضطرب.
- طرد: اطترد ـ اططرد ـ اطّرد.
- ظلم: اظتلم ـ اظطلم. ويمكن قلب الطاء ظاء وإدغامها فيما قبلها لتصير: اظلّم.[2]

### إبدال تاء الافتعال دالًا
إذا كانت فاء الكلمة دالًا، أو ذالًا، أو زاءً، ووقعت بعدها تاء الافتعال فإنها تُقلب دالا، وذلك مثل:
- دخر : إذا أردنا أن نزيده تاء لقلنا: ادتحر، ثم تقلب التاء دالًا وتدغم في الأولى لتصير: ادّخر.
- زجر ـ ازتجر، ثم تقلب التاء دالًا: ازدجر.
- ذكر ـ اذتكر، ثم تقلب التاء دالًا: اذدكر، ويجوز في الكلمة التي تبدأ بذال أن تقلب هذه الذال دالا ثم تدغم في الدال الثانية لتصير: ادّكر. ويجوز أيضًا أن تبقى الذال الأولى ونقلب الدال ذالًا ثم ندغمهما لتصير: اذّكر.[3]